# Rolf Zacher
Rolf Zacher (Berlino, 28 marzo 1941 – Amburgo, 3 febbraio 2018) è stato un attore tedesco.

## Filmografia parziale
- Endstation Freiheit, regia di Reinhard Hauff (1980)
- Heidenlöcher, regia di Wolfram Paulus (1986)
- Les confessions du chevalier d'industrie Félix Krull - miniserie TV, un episodio (1982)
- I magi randagi, regia di Sergio Citti (1996)
- Verbotene Liebe - serie TV, 3 episodi (2008)